# Budokan
Budokan (em japonês:  武道館, Budōkan) ou budocã é um estilo de caratê que foi criado por Chew Choo Soot, que, depois de treinar outros esportes de luta, na adolescência passou a treinar caratê com um oficial do exército nipônico, por ocasião da ocupação japonesa da Malásia, terra natal do fundador. O estilo pretende compilar uma arte marcial original, que complementa o caratê (xotocã e quenchincan) com elementos de outras modalidades, como wushu e Taekwondo.